# Сексуальна орієнтація та гендерна ідентичність на військовій службі
Лесбійки, геї, бісексуали, трансгендерні особи та квір-персони можуть служити в збройних силах деяких країн світу: у переважній більшості промислово розвинених, західних країн (включаючи деякі латиноамериканські країни, такі як Бразилія та Чилі) на додаток до Південній Африці та Ізраїлю.
Це йде в ногу з останніми світовими цифрами про визнання гомосексуалізму, які говорять про те, що визнання ЛГБТ-спільнот стає все більш поширеним лише у світських багатих країнах .
Проте, політика щодо солдатів-геїв і лесбійок, що проводиться, не завжди гарантує, що ЛГБТ-громадяни захищені від дискримінації в цьому конкретному суспільстві. Навіть у країнах, де ЛГБТ можуть вільно служити в армії, активісти повідомляють, що ще є можливості для покращення становища. Наприклад, Ізраїль, країна, яка в інших відносинах важко реалізує ЛГБТ-позитивну соціальну політику, проте має збройні сили, добре відомі своїм широким схваленням відкритих геїв серед солдатів.
Історія бачила суспільства, які як приймають, і уникають відкритих геїв-службовців у армії. Але зовсім недавно гучні слухання 2010 року на тему «Не питай, не кажи» у США вивели питання до центру міжнародної уваги. Вони також проливають світло як на дискримінацію, насильство та труднощі, з якими стикаються відкриті ЛГБТ-солдати, так і на аргументи за та проти заборони на їхню службу.

## Військовий індекс ЛГБТ
Військовий індекс ЛГБТ — це індекс, створений Гаазьким центром стратегічних досліджень, який використовує 19 орієнтовних стратегій та передових методів для ранжування понад 100 країн з питань включення до складу збройних сил лесбійок, геїв, бісексуалів та трансгендерних людей. Країни з вищим рейтингом, особливо країни, що займають перше місце, виділяються своїми численними злагодженими зусиллями щодо сприяння інтеграції солдатів-геїв та лесбійок. Багато з них є спеціальні організації підтримки та пропаганди. На відміну від цієї країни, що знаходяться в нижній частині індексу, демонструють відсутність прагнення сприяти ширшому залученню до нього ЛГБТ-військовослужбовців .
Найбільша ЛГБТ орієнтована армія світу за цим індексом — Збройні сили Нової Зеландії, загальна чисельність яких становить 13 500 осіб. У Новій Зеландії офіційно діють військові ЛГБТ-організації, щорічно у столиці проводиться гей-парад для військовослужбовців, кількість учасників та учасниць у погонах коливається від 70 до 100 осіб .
На пострадянському просторі найгейфрендлі арміями визнано армію Естонії та армію Грузії. Найнелітературнішою з країн ближнього зарубіжжя, що потрапили в рейтинг, став Казахстан, оскільки автори індексу визначили масштабні утиски прав представників ЛГБТ-спільноти в збройних силах цієї країни .

## Історія сексуальної орієнтації в армії
У Стародавній Греції Священний загін з Фів був військовим підрозділом 378 року до зв. е .., що складається з чоловіків-коханців, які були відомі своєю ефективністю в бою . Одностатеве кохання також мало місце серед самураїв у Японії, практикуючись між учителем і молодшим учнем .
Однак гомосексуальна поведінка вважалася кримінальним злочином згідно з цивільним та військовим правом у більшості країн протягом всієї історії. Існують різні повідомлення про судові процеси і страти членів ордена тамплієрів у XIV столітті та моряків під час наполеонівських воєн за гомосексуалізм . Офіційні заборони на геїв, що служать в армії, вперше з'явилися на початку XX століття . США ввели заборону в редакції статей про війну 1916 року, а Великобританія вперше заборонила гомосексуалізм в армії і ВПС в 1955 . Однак деякі країни, найвідомішою з яких є Швеція, ніколи не запроваджували заборони на гомосексуалізм в армії, а випускали рекомендації про звільнення гомосексуалістів від військової служби.
Щоб регулювати гомосексуальність в армії США, використовувалися фізичні іспити та інтерв'ю для виявлення чоловіків з ефективними характеристиками під час вербування. Багато солдатів, звинувачених у гомосексуальній поведінці, було звільнено за те, що вони були «сексуальними психопатами», хоча у воєнний час їх кількість значно скоротилася .
Причини виключення геїв та лесбійок зі служби в армії часто кореняться в культурних нормах та цінностях і змінюються з часом. Спочатку вважалося, що геї фізично неспроможні ефективно служити. Широко поширений аргумент у XX столітті був зосереджений більше на військовій ефективності. І, нарешті, пізніші обгрунтування включають можливість конфлікту між гетеросексуальними і гомосексуальними солдатами і можливе «гетеросексуальне обурення і ворожість» .
Після цього багато країн переглянули цю політику і дозволили геям і лесбійкам відкрито служити в армії (наприклад, Ізраїль 1993 року та Великобританія 2000 року). В даний час налічується понад 30 країн, включаючи майже всіх членів НАТО, які дозволяють геям і лесбійкам служити в армії, і ще близько 10 країн, які відкрито не забороняють їм служити .
США є однією з останніх більш розвинених країн, які скасували свою заборону на відкриту службу в армії геїв, лесбійок та бісексуалів, коли вони скасували політику «Не питай і не кажи» у 2010 році.

## Військова служба трансгендерних людей
Як і сексуальна орієнтація, політика, яка регулює службу трансгендерних військовослужбовців, сильно варіюється в залежності від країни. На основі даних, зібраних Гаазьким центром стратегічних досліджень, 19 країн в даний час дозволяють трансгендерним людям служити у своїх збройних силах. Це: Австралія, Австрія, Бельгія, Болівія, Бразилія, Канада, Чехія, Данія, Естонія, Фінляндія, Франція, Німеччина, Ізраїль, Нідерланди, Нова Зеландія, Норвегія, Іспанія, Швеція та Великобританія.
У той час як політику США «Не питай, не кажи» було скасовано у 2010 році, дозволяючи таким чином відкриту службу геям, лесбійкам, бісексуалам, трансгендерним людям все ще заборонено службу в американській армії . Ця заборона ефективна за допомогою правил медичного обстеження зарахування: "Поточний стан або анамнез психосексуальних станів, включаючи, але не обмежуючись цим, транссексуалізм, ексгібіціонізм, трансвестизм, вуайєризм та інші парафілії". На відміну від Не питай, не кажи, ця політика є не законом, санкціонованим Конгресом, а внутрішньою військовою політикою. Незважаючи на це, дослідження показують, що схильність транс-персон до служби в армії США вдвічі більша, ніж у цисгендерних персон. У ході проведеного Гарвардською школою імені Дж. Кеннеді в 2013 Національного обстеження трансгендерної дискримінації: 20 % трансгендерних респондентів повідомили про те, що вони служили в збройних силах, порівняно з 10 % респондентів-цисгендерів.
Американські ветерани-транссексуали стикаються з особливими труднощами, включаючи труднощі у наданні медичної допомоги під час служби у збройних силах та після звільнення, зумовлені їхньою ґендерною ідентичністю чи самовираженням. Ветерани-транссексуали можуть також стикатися з додатковими проблемами, такими, як більш високий рівень бездомності та позбавлення місця проживання, більш високий рівень скорочень з роботи, часто безпосередньо зумовлений їхньою транссексуальною ідентичністю, та високий рівень відмови у прийомі на роботу через їхню гендерну ідентичність.

## Військова служба інтерсекс-людей
Збройні сили Ізраїлю, США та Австралії дозволяють інтерсексним людям проходити військову службу залежно від характеру їх умов, але умови допуску до армії розпливчасті та майже не згадуються у ЗМІ чи офіційних документах.

## Дискримінація у збройних силах без явних обмежень та гостинності
В армії США шість штатів (Техас, Джорджія, Луїзіана, Міссісіпі, Оклахома і Західна Віргінія) спочатку відмовилися виконувати наказ міністра оборони Чака Хейгела про те, щоб гомосексуальним подружжям членів Національної гвардії надавалися ті ж федеральні шлюбні пільги, змушуючи мандрувати кілька годин до найближчої федеральної установи. Крім того, деякі пільги, які пропонуються на базах, такі як послуги підтримки для родичів відряджених співробітників обслуговування, все ще можуть бути недоступні . Це змінилося з рішенням генерального прокурора США Лоретти Лінч у Верховному суді 26 червня 2015 року, який ухвалив, що федеральні шлюбні пільги будуть доступні для гей-пар у всіх 50 штатах США .
У 2013 році було заявлено, що правові зміни повернуться до практики, що існувала до «Не питай, не кажи» : Закон про державну оборону містить формулювання, які, за твердженнями деяких, дозволяли особам продовжувати дискримінацію щодо ЛГБ-солдат .

З 30 червня 2016 року по 11 квітня 2019 року трансгендерному персоналу в армії Сполучених Штатів було дозволено після завершення переходу служити у своєму улюбленому роді в армії. З 1 січня 2018 року по 11 квітня 2019 року транссексуали могли вступити на військову службу в США за умови бути стабільними протягом 18 місяців за своєю кращою чи біологічною статтю. 26 липня 2017 року президент Дональд Трамп оголосив на своїй сторінці в Twitter, що трансгендерним особам більше не дозволять «служити як військові США», фактично відновивши заборону .
Крім того, у всій армії США транссексуали, як і раніше, страждають від дискримінації: Навпаки, в Австралії, Канаді, Німеччині, Ізраїлі, Італії, Нідерландах та Сполученому Королівстві з 2010 року, коли цивільні партнерські відносини стали законними у відповідних країнах, військові сімейні пільги слідували. новим законам без дискримінації .
Страх перед дискримінацією може завадити військовим бути відкритими щодо своєї сексуальної орієнтації. У доповіді за 2004 рік йдеться про те, що в деяких випадках у Бельгії гомосексуальні співробітники перекладаються зі своїх підрозділів, якщо вони «занадто відкриті своєю сексуальністю». Станом на 2004 рік бельгійські військові залишили за собою право відмовляти геям і лесбійкам у видачі дозволів на роботу на високому рівні безпеки, побоюючись, що вони можуть бути піддані шантажу . У 1993 році дослідження показало, що в Канаді, Франції, Німеччині, Ізраїлі, Нідерландах та Норвегії кількість відкритих гомосексуальних службовців була невеликою, представляючи лише меншість гомосексуалістів, які зазвичай служать. Бути відкритим в армії може зробити їхню службу менш приємною або перешкоджати їхній кар'єрі, навіть якщо не було явних обмежень для служби. Таким чином, військові, які афішували свою гомосексуальність, були «належним чином» обачні у своїй поведінці, перебуваючи у військових ситуаціях ; Сьогодні у данській армії військовослужбовці ЛГБТ утримуються від повної відкритості щодо своєї гомосексуальності. Допоки навчання не буде завершено і не буде забезпечена міцна зайнятість, вони бояться втратити повагу, повноваження та привілеї або, в гірших випадках, їх роботу в датській армії . У 2010 році, це ж оновлене дослідження показало, що в Австралії, Канаді, Німеччині, Ізраїлі, Італії та Сполученому Королівстві — в цих арміях немає спеціального режиму для запобігання дискримінації, питання конкретно не розглядається, воно залишено на розсуд керівництва. Командири заявили, що сексуальне домагання до жінок з боку чоловіків становить набагато більшу загрозу для роботи підрозділу, ніж будь-що, пов'язане із сексуальною орієнтацією .
З іншого боку, голландські військові безпосередньо зайнялися вирішенням проблеми безперервної дискримінації, створивши Фонд гомосексуалізму та збройних сил, профспілку, яка продовжує представляти геїв та лесбійок у міністерстві оборони, з метою формування більш толерантної військової культури. Хоча гомосексуалісти в голландській армії рідко відчувають якісь агресивні дії проти них, ознаки гомофобії і культурної нечутливості все ще присутні .

## Насильство, з яким стикаються ЛГБТ в армії
Фізичне, сексуальне, психологічне (домагання, знущання) насильство, з яким стикаються ЛГБТ, є фактом життя багатьох осіб, які ідентифікували себе ЛГБТ. ЛГБТ можуть зіткнутися з насильством, характерним лише їх орієнтації, під час військової служби.
Згідно зі статтею 2012 року, Сили оборони Ізраїлю не запитують про сексуальну орієнтацію своїх солдатів, проте половина солдатів-гомосексуалістів, які служать в Армії оборони Ізраїлю, страждають від насильства та гомофобії. Солдати ЛГБТ часто стають жертвами словесного та фізичного насильства, і здебільшого командири ігнорують це явище .
САПРО, організація, яка відповідає за нагляд за політикою Міністерства оборони США щодо боротьби з сексуальними посяганнями, випускає «Обстеження становища на робочому місці та відносин між чоловіками та жінками в рамках чинної служби (РГРА)»: у доповіді за 2012 рік немає жодного пункту, присвяченого вивченню конкретного становища ЛГБТ Основна увага у дослідженні приділяється чоловікам та жінкам. Специфіка насильства, з яким стикаються ЛГБТ, не розглядається .
В австралійській армії проблема невідома офіційно; було зареєстровано лише кілька випадків домагань та дискримінації щодо геїв та лесбійок. Дослідник згадав, що «не хотілося б бути геєм і в армії»: Хоча не було великого публічного скандалу щодо домагань до геїв, це не означає, що такої поведінки не відбувається, але вона була недостатньо вивчена. Однак, як правило, випадки дискримінації або утиски, що доводяться до відома командирів, розглядаються належним чином, причому випадки, коли однолітки, які виступили з недоречними зауваженнями, піддаються дисциплінарним стягненням з боку начальників оперативно і без зволікання .

## Особливості служби ЛГБТ в армії
У Сполучених Штатах, незважаючи на політичні зміни, що допускають відкриту військову службу лесбійок, геїв та бісексуалів, та надання деяких пільг одностатевим військовим парам, культури гомофобії та дискримінації зберігаються.
Декілька вчених написали про наслідки для службовців у невійськових контекстах приховування їх сексуальної орієнтації на робочому місці. Автори з військової психології пов'язали цю роботу з досвідом ЛГБТ-військовослужбовців, стверджуючи, що ці дослідження дають уявлення про життя відкритих ЛГБТ-солдат і тих, хто приховує їхню орієнтацію . Приховування сексуальної орієнтації та пов'язані з нею домагання є стресом для ЛГБТ-людей, які призводять до негативного досвіду та згубних наслідків, пов'язаних із роботою. Зокрема, виявляється, що особи з числа ЛГБТ, які не є відкритими, відчувають соціальну ізоляцію . Зокрема, ці продукти стресу, пов'язаного з роботою, можуть впливати на виконання військової роботи через високу залежність від зв'язку та підтримку благополуччя всіх членів служби.
У США ЛГБТ-солдати не зобов'язані розкривати свою сексуальну орієнтацію, що дозволяє припустити, що деякі співробітники ЛГБТ-служби можуть продовжувати приховувати свою сексуальну орієнтацію . Дослідження свідчать, що це може мати шкідливі наслідки для людини. Дослідження 2013 року, проведене в Університеті Монтани, показало, що невідкриті ветерани ЛГБТ США стикаються зі значно вищими показниками депресії, посттравматичного стресового розладу та зловживання алкоголем чи іншими психоактивними речовинами, ніж їхні гетеросексуальні колеги. Ці ветерани також повідомили про те, що стикаються із серйозними проблемами при прихованні своєї сексуальної орієнтації; 69,3 % суб'єктів у дослідженні повідомили, що відчувають страх чи занепокоєння внаслідок приховування своєї сексуальної ідентичності, а 60,5 % повідомили, що цей досвід призвів до більш важкого часу для респондента, ніж у гетеросексуальних колег. Це дослідження також робить висновок, що 14,7 % американських ветеранів ЛГБТ зробили серйозні спроби самогубства . Цей рівень спроб самогубства порівнюється з іншим дослідженням всього американського ветеранського співтовариства, яке виявило, що 0,0003 % американських ветеранів намагаються вчинити самогубство.
Дані свідчать про те, що для співробітників ЛГБТ в армії США умови служби та повсякденного життя різко покращилися після скасування директиви «Не питай, не кажи» . Солдати, які вирішили заявитися про свою орієнтацію, відчувають звільнення і повідомляють, що те, що більше не потрібно приховувати свою орієнтацію, дозволяє їм зосередитися на своїй роботі . Групи підтримки ЛГБТ-солдат також почали набирати популярності в США.

## Аргументи за включення відкритих ЛГБТ на військову службу
Донедавна багато країн забороняли геям і лесбійкам відкрито служити у збройних силах. Причини забезпечення дотримання цієї заборони включали потенційний негативний вплив на згуртованість підрозділів та проблеми конфіденційності. Однак багато досліджень, проведених для вивчення наслідків для військових, показали, що існує мало доказів на підтримку дискримінаційної політики. Більше того, коли заборони були скасовані в кількох країнах, включаючи Велику Британію, Канаду та Австралію, в результаті не виникло жодних великомасштабних проблем.
Фактично, кілька досліджень дають докази того, що дозвіл геям та лесбійкам відкрито служити у збройних силах може призвести до більш позитивних результатів, пов'язаних із роботою. По-перше, звільнення підготовлених військовослужбовців за їх сексуальну орієнтацію коштує дорого і призводить до втрати талантів. Загальна вартість таких звільнень у США за порушення політики Не питай, не кажи становила понад 290 мільйонів доларів. По-друге, приватне життя співробітників служб фактично зросло в країнах з інклюзивною політикою та призвело до зниження утисків. Хоча важливо відзначити, що багато геїв і лесбійок не розкривають своєї сексуальної орієнтації після скасування заборони. Зрештою, дозвіл геям відкрито служити припиняє десятиліття дискримінації в армії та може призвести до більш висококваліфікованого контингенту новобранців. Наприклад, британські військові скоротили свій незаповнений розрив у позиціях більш ніж наполовину після того, як дозволили геям відкрито служити . Тому зараз існує більше доказів підтримки політики, яка дозволяє геям та лесбійкам відкрито служити в армії.

## Аргументи за заборону військової служби відкритих ЛГБТ
Аргументи проти допуску відкритих геїв і лесбійок до армії рясніють. Хоча більшість дослідницьких даних мають усі, окрім розвінчаних традиційних аргументів на користь політики, як «Не питай, не кажи», гомосексуальність, як і раніше, сприймається багатьма країнами як несумісна з військовою службою.
Повторюваний аргумент на користь заборони гомосексуалістів в армії ґрунтується на припущенні, що перед потенційно гомосексуальними членами їх підрозділу майбутні новобранці ухилятимуться від військової служби. Ґрунтуючись на непереконливому дослідженні, підготовленому корпорацією RAND напередодні скасування Не питай, не кажи, очікувалося, що американські військові новобранці скоротяться на цілих 7 %. Однак, схоже, це не матеріалізувалося.
У сфері роботи, яка регулярно вимагає, щоб персонал перебував у безпосередній близькості до житлових приміщень, відкриті гомосексуальні відносини з військовослужбовцями були б порушенням основоположного принципу військової служби: забезпечення того, щоб солдати не відволікалися від своєї місії. Якщо чоловікам-геям буде дозволено приймати душ разом зі своїми товаришами-солдатами, як стверджується, це, по суті, порушить «унікальні умови» військового життя, оскільки сексуально сумісні партнери будуть у безпосередній близькості, що потенційно негативно позначиться на утриманні та моральному стані військ . Свідчення, представлені сенатором США Семом Нанном і генералом Норманом Шварцкопфом-молодшим під час слухань у справі «Не питай, не кажи» 1993 року, нагадали "випадки, коли гетеросексуалів підбурювали до скоєння гомосексуальніших дій, примушували до скоєння таких дій ".